# Vallásparódia
A vallásparódia a szatíra és a karikatúra eszköztárával a vallások általános ismérveit, vagy egyes vallások egyedi tulajdonságait kritizálja. Egyes vallásparódiák a vallások szélsőséges, bigott elemeit karikírozzák ki, mások a vallások különböző, „normálisnak” tekintett jelenségeit is felvetik. A vallásparódiák legnagyobb része a kritikátlan hit elleni fellépés, miszerint bármi, aminek egyáltalán nevet lehet adni, alkalmas lehet egy hitrendszer kialakításához. Russell teáskannája ennek végletes formája.
A vallásparódia – tárgyának jellegénél fogva – általában nem az adott vallás hívőitől származik, annak jobbító szándékával, ahogyan az általános paródia műfajánál ez elterjedt fogás, hanem a vallás kritizálásának eszköze. Ezért a jól megírt vallásparódiák a filozófiai valláskritikák egy speciális változatát képviselik. Mégsem keverendő össze a valláskritika a vallásparódiával, hiszen az előbbi tudományos (természettudományos vagy filozófiai) eszközökkel cáfolni kívánja a vallások elemeit, az utóbbi viszont csak rámutat bizonyos elemekre, amikről a következtetéseket már az olvasónak/nézőnek kell levonni. A vallásparódiák lehetnek általános társadalomkritikák, amikben a vallás érintőlegesen, kiegészítő témaként jelenik meg – ebben feltűnnek hívő szerzők is, mint például Voltaire Candide-ja.
A vallásparódiákat a vallásokkal foglalkozó irodalom – mindenekelőtt természetesen a valláskritika – gyakran említi közismertségük és gondolatokat inspiráló jellegük miatt. Például Richard Dawkins gyakran hozza szemléltetésül Douglas Adams vallásparódiáit.

## Vallásparódiák
- Napfaló Kockás Krokodil
- Nagy Zöld Trüsszentő (Great Green Arkleseizure)
- Láthatatlan Rózsaszín Egyszarvú (Invisible Pink Unicorn)
- Repülő Spagettiszörny Egyháza (Church of Flying Spaghetti Monster – Pastafarianism)
- Russell teáskannája
- Kissing Hank's Ass http://scythe.hu/vilagnezetek/csokold-meg-hank-feneket
- Garázsom sárkánya (The Dragon In My Garage)
- Nagy Kék Törpe

Vallásparódiaként lehet értelmezni
- irodalmi fikciókat – például a Benjamin Linus Egyház, vagy Kurt Vonnegut bokononizmus nevű vallása, aminek első hittétele, hogy a boldogság fontosabb, mint a tudományos igazság, a második viszont az, hogy a bokononizmus elismeri, hogy minden hittétele hamis.

## Filmek
- Monty Python: Brian élete (Life of Brian), 1979
- Brian élete (magyar nyelven). [2007. december 29-i dátummal az [ eredetiből] archiválva]. (Hozzáférés: 2009. augusztus 31.)
- Bernhard Wicki: Malachiás csodája (Das Wunder des Malachias), 1961
- Woody Allen: El a kezekkel a feleségemtől! (Picking Up the Pieces), 2000
- Ricky Gervais – Matthew Robinson: Lódító hódító (The Invention of Lying), 2009
- John Hindman: A mindenttudó (Arlen Faber) (The Answer Man), 2009

## Külső hivatkozások
- Betty Bowers A kereszténység paródiája
- The Chocolate Cake Church A Repülő Spagettiszörny
- Scientology Losing Ground To New Fictionology Egy paródiaszintű vallás
- The Ultimate Comment A Világegyetem pszichedelikus titkai
- The Reformed Church of Athena Athena reformált egyháza